# HMHB1
HMHB1 (англ. Histocompatibility minor HB-1) – білок, який кодується однойменним геном, розташованим у людей на 5-й хромосомі. Довжина поліпептидного ланцюга білка становить 41 амінокислот, а молекулярна маса — 4 965.
| 10         |  | 20         |  | 30         |  | 40         |  | 50 |
| ---------- |  | ---------- |  | ---------- |  | ---------- |  | -- |
| MEEQPECREE |  | KRGSLHVWKS |  | ELVEVEDDVY |  | LRHSSSLTYR |  | L  |

C: Цистеїн

D: Аспарагінова кислота

E: Глутамінова кислота

G: Гліцин

H: Гістидин

K: Лізин

L: Лейцин

M: Метіонін

P: Пролін

Q: Глутамін

R: Аргінін

S: Серин

T: Треонін

V: Валін

W: Триптофан

Задіяний у таких біологічних процесах, як адаптивний імунітет, імунітет. 